# Arthur Nicholson
Arthur Donald Nicholson junior, Spitzname „Nick“ (* 7. Juni 1947 in Mount Vernon, Washington, USA; † 24. März 1985 in Karstädt (Mecklenburg)), war ein Major der Streitkräfte der USA sowie Angehöriger der Militärverbindungsmission und gilt als letztes Opfer des Kalten Krieges.

## Familie und Ausbildung
Nicholson, Sohn eines Offiziers der US Navy, wuchs in McLean (Virginia) und in Redding (Connecticut) auf, wo er 1965 die High School (West Redding High School) abschloss. 1969 absolvierte er die Transylvania University in Lexington (Kentucky) mit einem Bachelor-Abschluss.
Er war verheiratet mit Karen V. Nicholson, die Tochter Jennifer wurde 1976 geboren.

## Karriere bei Militär und Geheimdienst

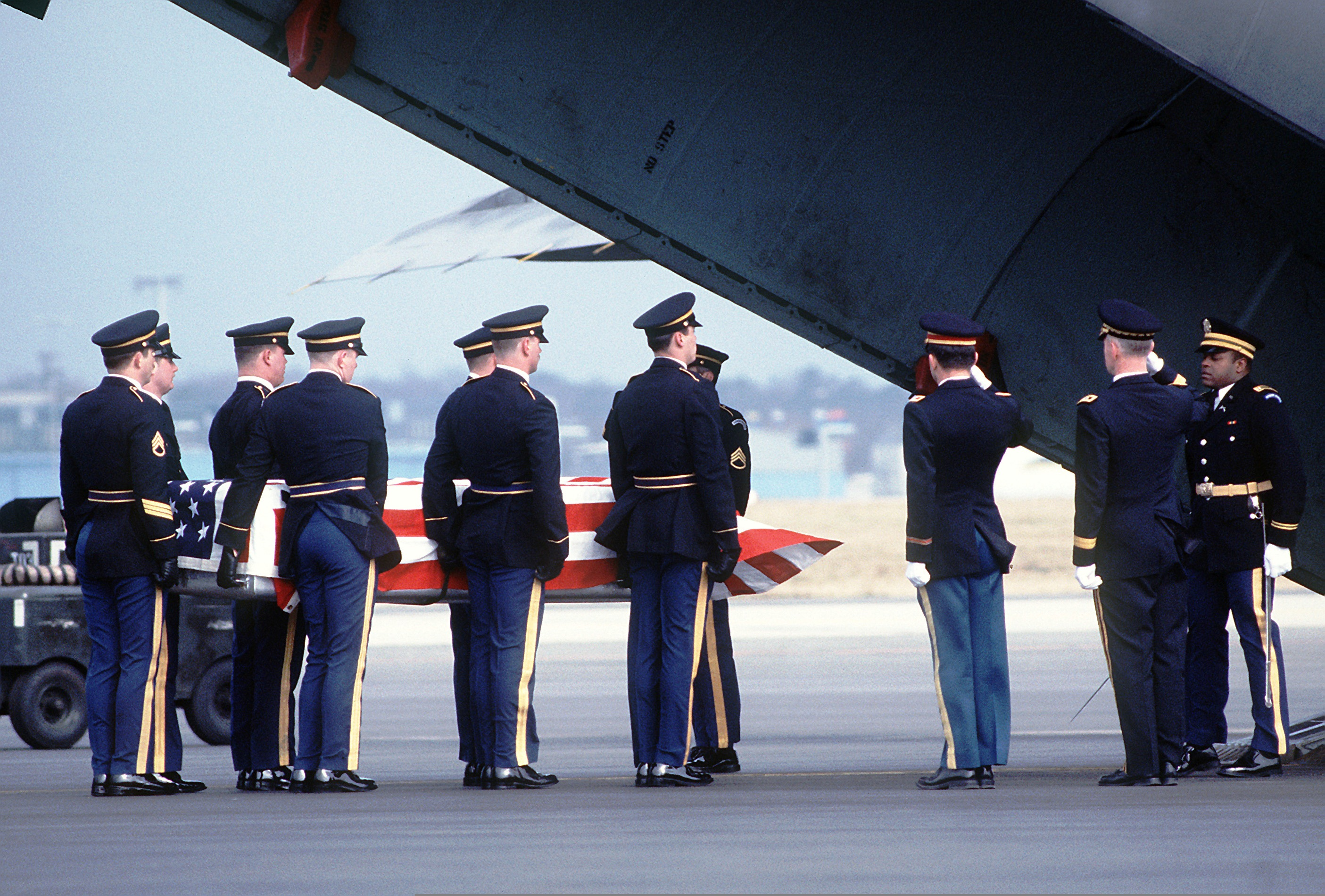
Überführung des Leichnams Arthur Nicholsons in die Vereinigten Staaten

Nach dem Hochschulabschluss trat Nicholson 1970 in die Armee ein. Seine militärische Karriere ist bis heute nur in Teilen bekannt.
1973 und 1974 diente Nicholson als Offizier in einem Raketenbataillon, Bereich S-2, in Korea. 1974 erfolgte seine Versetzung nach Deutschland in nicht näher bekannte Aufklärungseinheiten (Military Intelligence units) in Frankfurt/Main und München. Bis 1979 hielt er sich in der Bundesrepublik auf.
Nicholson schlug die Laufbahn als Auslandsoffizier (FAO) mit dem Schwerpunkt Osteuropa/UdSSR ein, erlangte 1980 an der Naval Postgraduate School einen Master-Abschluss im Bereich Sowjet- und Osteuropastudien und besuchte gleichzeitig einen zweijährigen Intensivsprachkurs Russisch am Defense Language Institute in Monterey, CA (1979/80) sowie einen weiteren Spezialkurs am US Army Russian Institute in Garmisch-Partenkirchen (1980–1982).
Die Ausbildung in Garmisch ebnete Nicholsons Weg für den Einsatz bei der amerikanischen Militärverbindungsmission (USMLM) in Potsdam. Die Militärverbindungsmissionen waren Überbleibsel des Zweiten Weltkriegs. Sie waren auf der Ebene der Kommandostäbe eingerichtet worden, um eine reibungslose Kommunikation der Alliierten im besetzten Deutschland zu gewährleisten. Tatsächlich wurden sie nach Beginn des Kalten Kriegs aufgrund der ihnen vertraglich garantierten Bewegungsfreiheit auf dem Territorium des nunmehrigen Gegners von allen vier Nationen vorwiegend zur Spionage eingesetzt.
Mit dem Dienstgrad Hauptmann trat Nicholson 1982 in die USMLM, Sektion Heeresaufklärung, ein und arbeitete dort als Production Officer. 1983 wurde er zum Major befördert. Insgesamt hat er mehr als hundert der „Touren“ genannten Aufklärungs- und Spionagefahrten absolviert.

## Letzter Einsatz
Am 24. März 1985 war Nicholson mit seinem Fahrer Staff Sergeant Jessie George Schatz auf einer USMLM-Fahrt in der DDR unterwegs. Mit Schatz als Fahrer hatte Nicholson bis dahin insgesamt sieben Fahrten in die DDR unternommen. Über den Zweck dieser letzten Mission und über den Verlauf gibt es von den beteiligten Staaten – USA, Sowjetunion und DDR – höchst unterschiedliche Angaben. Die beiden US-Soldaten waren auf das Gelände einer sowjetischen Panzerdivision bei Ludwigslust gefahren. Dort war Nicholson aus dem Fahrzeug ausgestiegen, hatte sich mit einer Fotokamera einem Militärgebäude genähert und es möglicherweise auch betreten und fotografiert.
Ein zuvor unbemerkter sowjetischer Wachposten, Untersergeant (Младший сержант) Aleksander Ryabtsew, der sich abseits vom Gebäude im nahen Wald aufgehalten hatte, näherte sich den beiden US-Amerikanern und gab insgesamt drei Schüsse ab. Einer dieser Schüsse traf Nicholson und verwundete ihn tödlich im Oberbauch. Der Wachposten hinderte den Fahrer mit vorgehaltener Waffe daran, mit einer Erste-Hilfe-Ausrüstung zu Nicholson und zu dessen Kamera zu gelangen, und zwang ihn in seinen Wagen zurück. Da das Fahrzeug gemäß internationaler Vereinbarung als exterritoriales Gebiet galt, konnte der Fahrer danach nicht festgenommen werden. Soweit stimmen die Darstellungen überein.
Unterschiedliche Darstellungen gibt es über den genauen Ablauf und damit die Schuldfrage. Die Sowjetunion behauptete, dass der Wachposten die Männer in der Nähe eines sicherheitssensiblen Militärgebäudes angetroffen, sie auf Russisch und Deutsch angerufen, einen Warnschuss abgegeben und erst dann auf den zu seinem nur wenige Meter entfernten Fahrzeug rennenden Nicholson geschossen habe. Die USA behaupteten, dass der Posten sofort gezielt auf den Fahrer geschossen habe, der aus dem Schiebedach die Umgebung beobachtete, und, nachdem dieser sich in das Auto hatte fallen lassen, den unbewaffneten Nicholson erschossen habe. Die Sowjetunion behauptete, dass Nicholson sofort tot und daher keine medizinische Hilfe möglich gewesen sei. Die USA behaupteten, dass er bis zu zwei Stunden lang verblutete und niemand Erste Hilfe leistete, obwohl die vom Posten gerufene Verstärkung bald eingetroffen war. Bei einer Autopsie ergab sich, dass es auf Grund der Schwere der Verletzungen praktisch unmöglich war, ihn zu retten. So stellten Ärzte der US-Streitkräfte in Frankfurt/M. als Todesursache inneres Verbluten durch Verletzungen der Bauchaorta (Aorta abdominalis), der linken Nierenaorta (Aorta renalis) und durch multiple Verletzungen des Darms fest. Die Ärzte schätzten ein, dass diese Verletzungen zweifellos tödlich waren.
An vielen Stellen wird berichtet, dass es Major Nicholson wenige Monate zuvor gelungen war, in ein sowjetisches Militärgebäude einzudringen und den damals modernsten sowjetischen T-80-Panzer von innen zu fotografieren. Dafür gibt es – wie bei Geheimdienstaktionen wenig überraschend – bisher keine Bestätigung von den USA. Jedoch ist bekannt, dass dieser Coup bei Nicholsons Rückkehr entsprechend gefeiert wurde.
Über Nicholsons letzten Einsatz wird spekuliert, dass er diesen Erfolg wiederholen wollte. An anderer Stelle wird gemutmaßt, dass die sowjetische Spionageabwehr ihn in eine Falle locken wollte, um ihn aus Rache für den spektakulären Coup zu liquidieren. Alternativ wird vermutet, dass der Spionageerfolg über die Gegenspionage der DDR bekannt wurde und zu massivem Druck auf die offenkundig nachlässigen Wachmannschaften geführt hatte.
Gegen eine ausgeklügelte Falle und für eine Überreaktion eines wenig erfahrenen Wachsoldaten spricht, dass er den Fahrer in den Wagen zurückzwang. Außerhalb des Fahrzeugs hätte dieser gefangen genommen werden können, um ihn später geheimdienstlich zu befragen.
Da es auch eine ständige Zusammenarbeit zwischen sowjetischen Sicherheitsorganen und der speziellen Abwehrabteilung des MfS gab, wäre bei einer vorbereiteten Falle nicht nur ein Wachsoldat, sondern eine Festnahmegruppe anwesend gewesen, wodurch es nie zu diesem tödlichen Zwischenfall gekommen wäre, da hier nie Schusswaffen zum Einsatz kamen.

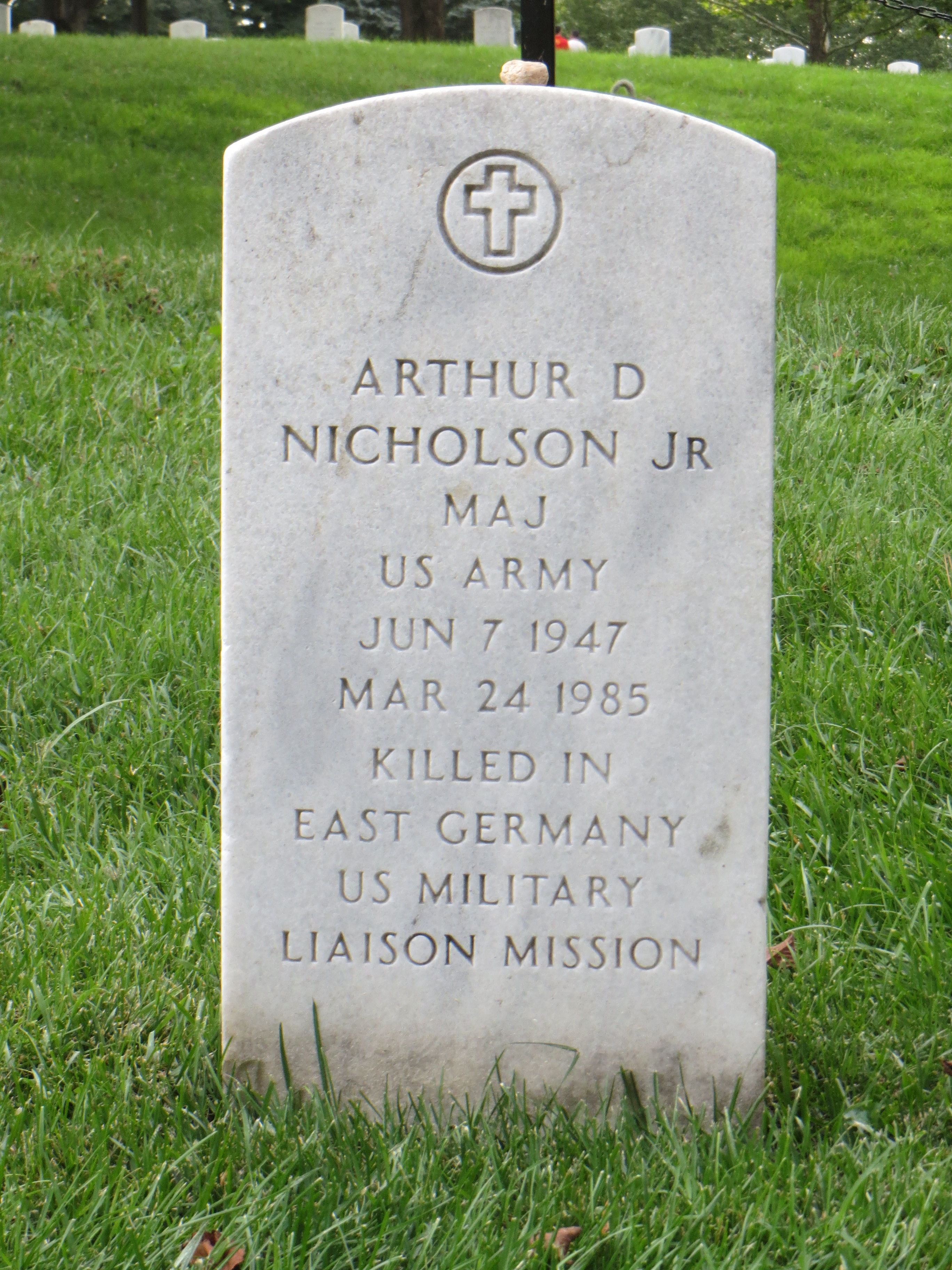
Grab

Der Leichnam Nicholsons wurde auf der Glienicker Brücke an die US-amerikanischen Mitarbeiter der Verbindungsmission übergeben, anschließend auf die Andrews Airbase in die USA überführt und auf dem Nationalfriedhof Arlington beigesetzt. 1988 entschuldigte sich der sowjetische Verteidigungsminister Dmitri Jasow offiziell bei seinem US-Amtskollegen Frank Carlucci für die Tötung Nicholsons.

## Gedenken
Die Garnisonsbibliothek der amerikanischen Streitkräfte in Berlin erhielt zu seinem Gedenken den Namen Major Arthur D. Nicholson Jr. Memorial Library. Sie ist heute Teil des Alliierten-Museums.

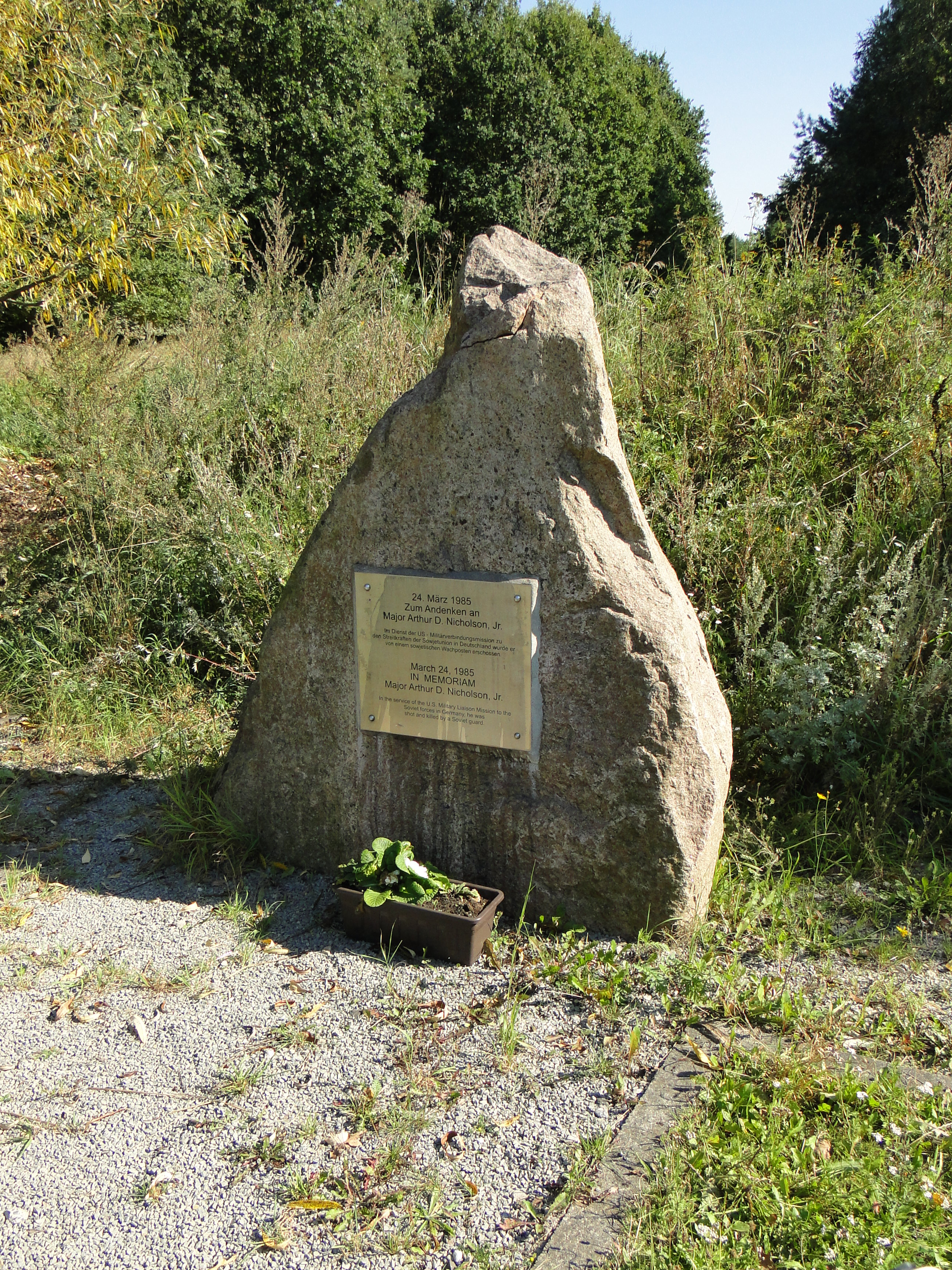
Gedenkstein bei Karstädt

Seit März 2005 erinnert ein Gedenkstein an der Bundesstraße 191 zwischen der Kreuzung B 5/B 191 und Karstädt an Nicholsons Tod.